# Brian Cox (színművész)
Brian Denis Cox (Dundee, 1946. június 1. –) Golden Globe-díjas és Emmy-díjas skót színész.

## Pályafutása

### 1980-as évek
Cox hosszas tévés pályafutást tudhat a háta mögött, az 1960-as évek végétől egészen az 1980-as évek közepéig számos tévéprodukcióban lehetőséget kapott: megformálta a fiatal Sztálint, II. Henriket és  Johann Sebastian Bachot is. A nagyjátékfilmes kitörés 1986-ban jött el számára, amikor Michael Mann a  Thomas Harris regényéből adaptált Az embervadászban a pszichopata Dr. Hannibal Lecter szerepét osztotta rá. Három évvel később vállalt a  Brigitte Nielsen és  Julian Sands főszereplésével készült Murder on the Moon című sci-fiben tűnt fel.

### 1990-es évek
1994-ben a  Vasakarat című kalandfilm szereplője volt Kevin Spacey társaságában. Egy évvel később két skót történelmi témájú filmben is játszott, a Rob Roy és  Mel Gibson főszereplésével készült A rettenthetetlen című művekben. 1996-ban következett az  Utánunk a tűzözön című akciómozi. Ugyanebben az évben Keanu Reeves,  Rachel Weisz és  Morgan Freeman ellenfele volt a hasonló műfajú Láncreakció című filmben. Egy évvel később ismét Freemannel filmezett, ezúttal A gyűjtő című thrillerben. 1998-ban  Michael Keaton és Andy García partnere volt a Gyilkos donorban, majd egy könnyedebb témájú film, az Okostojás következett, ahol Bill Murray mellett komédiázhatott. 1999-ben egy újabb akciófilm, a Mocskos zsaruk szereplője lett, Mark Wahlberg filmbéli apját alakítva. Az évet egy Sam Raimi-féle baseballmozival zárta: A pálya csúcsán című filmben  Kevin Costner és  Kelly Preston mellett szerepelt.

### 2000-es évek
2000-ben A hosszúsági fok című brit történelmi filmben tért vissza a filmvászonra, olyan nevekkel együtt, mint Jeremy Irons,  Michael Gambon,  Ian Hart,  Gemma Jones vagy  Bill Nighy. Egy évvel később is Harttal dolgozott együtt a szintén brit Sinatra árnyékában. Ezután következett a közvetlenül a francia forradalom előtt játszódó  A királyné nyakéke Hilary Swank és  Adrien Brody főszereplésével. 2002-ben több nagy sikerű produkcióban is játszott. A sort A Bourne-rejtély kezdte, majd jött egy kisebb, de annál emlékezetesebb szerep a hátborzongató A kör című amerikai horrorfilmes feldolgozásban. Ezután a Nicolas Cage nevével fémjelzett Adaptáció készült el, majd a feszült tempójú Az utolsó éjjel Edward Nortonnal. 
A következő évben a mutánsok főellenségét alakította az X-Men 2.-ben. 2004-ben Agamemnónt keltette életre Wolfgang Petersen Trója című rendezésében. Matt Damonnal Bourne-csapdában szintén látható volt. A továbbiakban  Woody Allen osztott rá fontos szerepet a Match Pointban, de szerepelt  Wes Craven Éjszakai járat című thrillerjében is. 2006-ban  Annette Bening,  Joseph Fiennes és  Alec Baldwin oldalán játszott a Kés, villa, olló című filmben. David Fincher 2007-es Zodiákusában is feltűnt egy rövidebb szerep erejéig.

## Filmográfia

### Film
| Év   | Magyar cím                                        | Eredeti cím                                    | Szerep                                 | Magyar hang      |
| ---- | ------------------------------------------------- | ---------------------------------------------- | -------------------------------------- | ---------------- |
| 1971 | Cárok végnapjai                                   | Nicholas and Alexandra                         | Lev Trockij                            |                  |
| 1975 | Ünnepség közben (Ünneplés)                        | In Celebration                                 | Steven Shaw                            | Végvári Tamás    |
| 1986 | Az embervadász                                    | Manhunter                                      | Dr. Hannibal Lecktor                   | Vass Gábor       |
| 1986 | Az embervadász                                    | Manhunter                                      | Dr. Hannibal Lecktor                   | Szatmári Attila  |
| 1990 | Titkos hadsereg                                   | Hidden Agenda                                  | Peter Kerrigan                         | Szersén Gyula    |
| 1994 | Vasakarat                                         | Iron Will                                      | Angus McTeague                         | Szokolay Ottó    |
| 1994 | Jütland hercege                                   | Prince of Jutland                              | Æthelwine of Lindsey                   | Vass Gábor       |
| 1995 | Rob Roy                                           | Rob Roy                                        | Killearn                               | Beregi Péter     |
| 1995 | A rettenthetetlen                                 | Braveheart                                     | Argyle Wallace                         | Bitskey Tibor    |
| 1996 | Láncreakció                                       | Chain Reaction                                 | Lyman Earl Collier                     | Bitskey Tibor    |
| 1996 | Tisztítótűz                                       | The Glimmer Man                                | Mr. Smith                              | Szokolay Ottó    |
| 1996 | Utánunk a tűzözön                                 | The Long Kiss Goodnight                        | Dr. Nathan Waldman                     | Konrád Antal     |
| 1997 | A gyűjtő                                          | Kiss the Girls                                 | Hatfield rendőrfőnök                   | Versényi László  |
| 1997 | A bunyós                                          | The Boxer                                      | Joe Hamill                             | Makay Sándor     |
| 1998 | Gyilkos donor                                     | Desperate Measures                             | Jeremiah Cassidy kapitány              |                  |
| 1998 | Okostojás                                         | Rushmore                                       | Dr. Nelson Guggenheim                  | Bitskey Tibor    |
| 1999 | Az Idegen                                         | The Minus Man                                  | Doug Durwin                            |                  |
| 1999 | Mocskos zsaruk                                    | The Corruptor                                  | Sean Wallace                           | Papp János       |
| 1999 | A pálya csúcsán                                   | For Love of the Game                           | Gary Wheeler                           | Kardos Gábor     |
| 2000 | Bűnrészesség                                      | Complicity                                     | McDunn felügyelő                       |                  |
| 2000 | Mambómánia                                        | Mad About Mambo                                | Sidney McLoughlin                      | Papp János       |
| 2000 | A győzelem kapujában                              | A Shot at Glory                                | Martin Smith                           |                  |
| 2000 | Sósvíz                                            | Saltwater                                      | George Beneventi                       |                  |
| 2001 | Baromi őrjárat                                    | Super Troopers                                 | John O'Hagen százados                  | Melis Gábor      |
| 2001 |                                                   | L.I.E.                                         | Big John Harrigan                      |                  |
| 2001 | Sinatra árnyékában                                | Strictly Sinatra                               | Chisolm                                |                  |
| 2001 | A királyné nyakéke                                | The Affair of the Necklace                     | Louis Auguste Le Tonnelier de Breteuil | Barbinek Péter   |
| 2002 |                                                   | Bug                                            | Cyr                                    |                  |
| 2002 | Későn kezdő                                       | The Rookie                                     | Jim Morris Sr.                         | Besenczi Árpád   |
| 2002 | A Bourne-rejtély                                  | The Bourne Identity                            | Ward Abbott                            | Bitskey Tibor    |
| 2002 | A kör                                             | The Ring                                       | Richard Morgan                         | Szélyes Imre     |
| 2002 | Adaptáció                                         | Adaptation.                                    | Robert McKee                           | Kardos Gábor     |
| 2002 | Az utolsó éjjel                                   | 25th Hour                                      | James Brogan                           | Szélyes Imre     |
| 2003 | X-Men 2.                                          | X2                                             | William Stryker                        | Papp János       |
| 2003 | Bűn                                               | Sin                                            | Oakes kapitány                         | Csurka László    |
| 2003 | Ördögi Színjáték – A Pap, a Várúr és a Boszorkány | The Reckoning                                  | Tobias                                 | Szersén Gyula    |
| 2004 | Trója                                             | Troy                                           | Agamemnón                              | Ujlaki Dénes     |
| 2004 | A Bourne-csapda                                   | The Bourne Supremacy                           | Ward Abbott                            | Bitskey Tibor    |
| 2005 | Match Point                                       | Match Point                                    | Alec Hewett                            | Barbinek Péter   |
| 2005 | Éjszakai járat                                    | Red Eye                                        | Joe Reisert                            | Varga T. József  |
| 2005 | A pofátlan                                        | The Ringer                                     | Gary Barker                            | Szersén Gyula    |
| 2006 |                                                   | A Woman in Winter                              | Dr. Hunt                               |                  |
| 2006 | A skót kerékpáros                                 | The Flying Scotsman                            | Douglas Baxter                         | Kertész Péter    |
| 2006 | Kés, villa, olló                                  | Running with Scissors                          | Dr. Finch                              | Tordy Géza       |
| 2007 | Zodiákus                                          | Zodiac                                         | Melvin Belli                           | Hollósi Frigyes  |
| 2007 | Terra                                             | Battle for Terra                               | Hemmer tábornok (hangja)               | Faragó András    |
| 2007 | Én kicsi szörnyem – A mélység legendája           | The Water Horse: Legend of the Deep            | idős Angus                             | Végvári Tamás    |
| 2007 | Adsz vagy kapsz                                   | Trick 'r Treat                                 | Mr. Kreeg                              | Forgács Gábor    |
| 2007 |                                                   | Shoot on Sight                                 | Daniel Tennant                         |                  |
| 2008 | Bosszú                                            | Red                                            | Avery Ludlow                           | Papp János       |
| 2008 | Menekülők                                         | The Escapist                                   | Frank Perry                            | Faragó András    |
| 2008 |                                                   | Agent Crush                                    | Spanners (hangja)                      |                  |
| 2009 | Scooby-Doo és a szamuráj kardja                   | Scooby-Doo! and the Samurai Sword              | Zöld Sárkány (hangja)                  | Faragó András    |
| 2009 | Az áruló szív                                     | Tell-Tale                                      | Van Doren nyomozó                      | Törköly Levente  |
| 2009 | A fantasztikus Róka úr                            | Fantastic Mr. Fox                              | Pik Dániel riporter (hangja)           | Rosta Sándor     |
| 2009 | A vajszívű                                        | The Good Heart                                 | Jacques                                | Papp János       |
| 2010 |                                                   | Wide Blue Yonder                               | Wally                                  |                  |
| 2010 | RED                                               | Red                                            | Ivan Simanov                           | Hollósi Frigyes  |
| 2010 | Ki hal a végén?                                   | As Good as Dead                                | Kalahan tiszteletes                    | Berzsenyi Zoltán |
| 2011 | Coriolanus                                        | Coriolanus                                     | Agrippa Menenius Lanatus               | Berzsenyi Zoltán |
| 2011 | Lovagok háborúja – Harc a végsőkig                | Ironclad                                       | William d'Aubigny                      | Rosta Sándor     |
| 2011 |                                                   | The Veteran                                    | Gerry                                  |                  |
| 2011 | A majmok bolygója: Lázadás                        | Rise of the Planet of the Apes                 | John Landon                            | Csurka László    |
| 2011 | Edwin Boyd                                        | Citizen Gangster (Edwin Boyd)                  | Glover Boyd                            | Faragó András    |
| 2011 |                                                   | Exit Humanity                                  | Malcolm Young (hangja)                 |                  |
| 2012 | Képtelen kampány                                  | The Campaign                                   | Raymond Huggins                        | Csurka László    |
| 2012 | Vér                                               | Blood                                          | Lanny Fairburn                         | Blaskó Péter     |
| 2013 | RED 2.                                            | Red 2                                          | Ivan Simanov                           | Ujlaki Dénes     |
| 2013 |                                                   | Blumenthal                                     | Harold                                 |                  |
| 2013 | Emlékbúvár                                        | Mindscape                                      | Sebastian                              |                  |
| 2013 | A nő                                              | Her                                            | Alan Watts (hangja)                    | Csankó Zoltán    |
| 2013 | Higgy az álmaidban! (Szabadrúgás)                 | Believe                                        | Sir Matt Busby                         | Papp János       |
| 2014 | Az anomália                                       | The Anomaly                                    | Dr. Langham                            | Kiss László      |
| 2015 | Pixel                                             | Pixels                                         | Porter admirális                       | Faragó András    |
| 2015 | Hatlövetű kegyelem                                | Forsaken                                       | James McCurdy                          | Papp János       |
| 2016 | Morgan                                            | Morgan                                         | Jim Bryce                              | Faragó András    |
| 2016 | Jutalomjáték                                      | The Carer                                      | Sir Michael Gifford                    | Haumann Péter    |
| 2016 | A boncolás                                        | The Autopsy of Jane Doe                        | Tommy Tilden                           | Csernák János    |
| 2017 |                                                   | Bob the Builder: Mega Machines                 | Conrad / Crunch (hangja)               |                  |
| 2017 | Churchill                                         | Churchill                                      | Winston Churchill                      |                  |
| 2018 | Baromi őrjárat 2.                                 | Super Troopers 2                               | John O'Hagan százados                  | Melis Gábor      |
| 2018 |                                                   | The Etruscan Smile                             | Rory MacNeil                           |                  |
| 2018 | Színlelők                                         | The Pretenders                                 | Henry                                  | Kertész Péter    |
| 2019 |                                                   | Remember Me                                    | Shane                                  |                  |
| 2019 |                                                   | Strange but True                               | Bill Erwin                             |                  |
| 2019 |                                                   | The Last Right                                 | Reilly atya                            |                  |
| 2020 |                                                   | Last Moment of Clarity                         | Gilles                                 |                  |
| 2020 |                                                   | The Bay of Silence                             | Milton                                 |                  |
| 2021 |                                                   | Separation                                     | Paul Rivers                            |                  |
| 2022 |                                                   | Prisoner's Daughter                            | Max                                    |                  |
| 2022 | Lélekzsinór                                       | Mending the Line                               | Ike Fletcher                           | Barbinek Péter   |
| 2022 | Független jelölt                                  | The Independent                                | Nick Booker                            | Ujréti László    |
| 2024 |                                                   | Little Wing                                    | Jaan                                   |                  |
| 2024 | Azon a karácsonyon                                | That Christmas                                 | Télapó (hangja)                        | Borbiczki Ferenc |
| 2024 | A Gyűrűk Ura – A rohírok háborúja                 | The Lord of the Rings: The War of the Rohirrim | Helm Hammerhand (hangja)               | Hegedűs D. Géza  |
| 2025 | Elektronikus állam                                | The Electric State                             | McSuhint (hangja)                      | Papp János       |
| 2025 | Szülőtalálkozó                                    | The Parenting                                  | Frank                                  | Papp János       |

Dokumentum- és rövidfilmek
- 1993: The Eye of Vichy – narrátor (dokumentumfilm)
- 2002: The Trials of Henry Kissinger – narrátor (dokumentumfilm)
- 2004: Get the Picture – Harry Sondheim (rövidfilm)
- 2011: The Revelation of the Pyramids – narrátor (dokumentumfilm)
- 2012: My City – újságíró (rövidfilm)
- 2015: Killing Thyme – Norman (rövidfilm)
- 2017: Kubrick By Candlelight – narrátor (rövidfilm)
- 2020: John Rebus: The Lockdown Blues – John Rebus (rövidfilm)

### Televízió
Tévéfilmek
| Év   | Magyar cím                                | Eredeti cím                    | Szerep                 | Magyar hang         |
| ---- | ----------------------------------------- | ------------------------------ | ---------------------- | ------------------- |
| 1983 | Lear király                               | King Lear                      | burgundi fejedelem     |                     |
| 1984 |                                           | Pope John Paul II              | Gora atya              |                     |
| 1985 | Florence Nightingale                      | Florence Nightingale           | Dr. McGregor           | Végh Péter          |
| 1989 | Holdfény és árnyék                        | Murder on the Moon             | Voronov                |                     |
| 1990 | A titkos fegyver                          | Secret Weapon                  | Andrew Neil            |                     |
| 1991 |                                           | The Lost Language of Cranes    | Owen Benjamin          |                     |
| 1993 | Sharpe lövészei                           | Sharpe's Rifles                | Michael Hogan őrnagy   | Petridisz Hrisztosz |
| 1993 | Sharpe trófeája                           | Sharpe's Eagle                 | Michael Hogan őrnagy   | Petridisz Hrisztosz |
| 1998 | Poodle Springs – Philip Marlowe visszatér | Poodle Springs                 | Clayton Blackstone     | Vass Gábor          |
| 2000 | A hosszúsági fok                          | Longitude                      | Lord Morton            | Kun Vilmos          |
| 2005 |                                           | Blue/Orange                    | Dr. Robert Smith       |                     |
| 2007 | A Diótörő titka                           | The Secret of the Nutcracker   | Drosselmeyer           | Papp János          |
| 2010 |                                           | On Expenses                    | Michael Martin MP      |                     |
| 2011 | A Laconia elsüllyesztése                  | The Sinking of the Laconia     | Rudolph Sharp kapitány | Konrád Antal        |
| 2013 |                                           | An Adventure in Space and Time | Sydney Newman          |                     |

Sorozatok
| Év        | Magyar cím                              | Eredeti cím                        | Szerep                       | Megjegyzések                                                |
| --------- | --------------------------------------- | ---------------------------------- | ---------------------------- | ----------------------------------------------------------- |
| 1968      |                                         | Theatre 625                        | Lasar Opie                   | 1 epizód                                                    |
| 1970      |                                         | Manhunt                            | Anton                        | 1 epizód                                                    |
| 1980      |                                         | Thérèse Raquin                     | Laurent LeClaire             | 3 epizód                                                    |
| 1980      |                                         | Hammer House of Horror             | Chuck Spillers               | 1 epizód                                                    |
| 1978      |                                         | The Devil's Crown                  | II. Henrik angol király      | 7 epizód                                                    |
| 1978      |                                         | Out                                | Tony McGrath                 | 3 epizód                                                    |
| 1982      |                                         | Minder                             | Frank McFadden               | 1 epizód                                                    |
| 1983      |                                         | Jemima Shore Investigates          | Hamish McFaul                | 1 epizód                                                    |
| 1990      |                                         | Perfect Scoundrels                 | Amedy atya                   | 1 epizód                                                    |
| 1992      |                                         | Van der Valk                       | Stefan Szabo                 | 1 epizód                                                    |
| 1992      |                                         | The Big Battalions                 | Edward Hoyland               | 5 epizód                                                    |
| 1993      |                                         | Inspector Morse                    | Michael Steppings            | 1 epizód                                                    |
| 1994      |                                         | Grushko                            | Grushko                      | 3 epizód                                                    |
| 1997      |                                         | Red Dwarf                          | király                       | 1 epizód                                                    |
| 1997      | Superman: A rajzfilmsorozat             | Superman: The Animated Series      | Earl Garver (hangja)         | - 1 epizód - magyar hangja: - Szokolay Ottó                 |
| 2000      | Nürnberg                                | Nuremberg                          | Hermann Göring               | - 2 epizód - magyar hangja: - Faragó András                 |
| 2002      | Frasier – A dumagép                     | Frasier                            | Harry Moon                   | 2 epizód                                                    |
| 2004      | French és Saunders                      | French and Saunders                | Lear király                  | 1 epizód                                                    |
| 2005      | Danny, a fantom                         | Danny Phantom                      | Pariah Dark (hangja)         | 1 epizód                                                    |
| 2006      | Deadwood                                | Deadwood                           | Jack Langrishe               | - 9 epizód - magyar hangja: - Szersén Gyula                 |
| 2009      | A királyság                             | Kings                              | Vesper Abedon király         | 3 epizód                                                    |
| 2009      | Gengszterbirodalom                      | The Take                           | Ozzy                         | 4 epizód                                                    |
| 2009      | A triffidek napja                       | The Day of the Triffids            | Dennis Masen                 | - 1 epizód - magyar hangja: - Kertész Péter                 |
| 2010      | Agatha Christie: Marple                 | Agatha Christie's Marple           | Lewis Serrocold              | - 1 epizód - magyar hangja: - Makay Sándor                  |
| 2010      | Ki vagy, doki?                          | Doctor Who                         | Vén Ood                      | - 1 epizód - magyar hangja: - Szersén Gyula                 |
| 2010      | The Big C – A nagy C                    | The Big C                          | Donald Tolkey                | 1 epizód                                                    |
| 2012      |                                         | The Straits                        | Harry Montebello             | 10 epizód                                                   |
| 2012      |                                         | A Touch of Cloth                   | Bill Ball                    | 1 epizód                                                    |
| 2013      |                                         | Bob Servant Independent            | Bob Servant                  | 3 epizód                                                    |
| 2013      |                                         | Tooned                             | előadó (hangja)              | 1 epizód                                                    |
| 2014      |                                         | The Game                           | Daddy                        | 6 epizód                                                    |
| 2014      |                                         | Shetland                           | Magnus Bain                  | 2 epizód                                                    |
| 2014      |                                         | Bob Servant                        | Bob Servant                  | 3 epizód                                                    |
| 2014      |                                         | After Braveheart                   | narrátor (hangja)            | 2 epizód                                                    |
| 2015      |                                         | The Slap                           | Manolis Apostolou            | 7 epizód                                                    |
| 2016      | Londoni rémtörténetek                   | Penny Dreadful                     | Jared Talbot                 | 2 epizód                                                    |
| 2016      | Háború és béke                          | War & Peace                        | Mihail Illarionovics Kutuzov | - 4 epizód - magyar hangja: - Papp János - Borbiczki Ferenc |
| 2016      | A Mediciek hatalma                      | Medici: Masters of Florence        | Bernardo Guadagni            | 8 epizód                                                    |
| 2017      |                                         | Urban Myths                        | Marlon Brando                | 1 epizód                                                    |
| 2018–2023 | Utódlás                                 | Succession                         | Logan Roy                    | - 34 epizód - magyar hangja: - Ujréti László                |
| 2019      | Elveszett próféciák                     | Good Omens                         | halál (hangja)               | 3 epizód                                                    |
| 2021      | A Simpson család                        | The Simpsons                       | Kostas Becker (hangja)       | 1 epizód                                                    |
| 2021–2022 |                                         | Blade Runner: Black Lotus          | Niander Wallace Sr. (hangja) | 5 epizód                                                    |
| 2022      | John Oliver-show az elmúlt hét híreiről | Last Week Tonight with John Oliver | Isten                        | 1 epizód                                                    |
| 2023      |                                         | 007: Road to a Million             | vezérlő                      | műsorvezető                                                 |
| 2023      |                                         | Aqua Teen Hunger Force             | Anubisz (hangja)             | 1 epizód                                                    |